# Dave Kennedy
Dave Kennedy (Sligo, 15 de Janeiro de 1953) é um ex-automobilista irlandês, que correu pela Shadow em 1980, mas não se qualificou em 7 provas.

## Resultados[1]
(legenda) 
| Ano  | Nome Oficial    | Chassis     | Motor                | 1        | 2        | 3        | 4        | 5        | 6        | 7        | 8   | 9   | 10  | 11  | 12  | 13  | 14  | Pontos | Posição |
| ---- | --------------- | ----------- | -------------------- | -------- | -------- | -------- | -------- | -------- | -------- | -------- | --- | --- | --- | --- | --- | --- | --- | ------ | ------- |
| 1980 | Shadow Cars     | Shadow DN11 | Ford Cosworth DFV V8 | ARG NQ G | BRA NQ G | RSA NQ G | USW NQ G | BEL NQ G |          |          | GBR | GER | AUT | HOL | ITA | CAN | USA | -      | -       |
| 1980 | Theodore Shadow | Shadow DN11 | Ford Cosworth DFV V8 |          |          |          |          |          | MON NQ G |          | GBR | GER | AUT | HOL | ITA | CAN | USA | -      | -       |
| 1980 | Theodore Shadow | Shadow DN12 | Ford Cosworth DFV V8 |          |          |          |          |          |          | FRA NQ G | GBR | GER | AUT | HOL | ITA | CAN | USA | -      | -       |